# Pigí (Achaïe)
Pour les articles homonymes, voir Pigí (homonymie).
Pigí, en grec moderne : Πηγή, est un village du dème de Patras, district régional d'Achaïe, en Grèce-Occidentale.
Selon le recensement de 2011, le village est inhabité.